# ブレダ・ピットーニ BP.471
ブレダ・ピットーニ BP.471
- 用途：旅客機、多用途輸送機
- 設計者：マリオ・ピットーニ（Mario Pittoni）
- 製造者：ブレダ
- 初飛行：1950年
- 生産数：1機

ブレダ・ピットーニ BP.471（Breda-Pittoni B.P.471）は、ブレダ社で製造されたイタリアの双発旅客機/軍用輸送機である。

## 設計と開発
第二次世界大戦後の航空機生産への復帰の一環としてブレダ社はブレダ・ピットーニ BP.471と命名した双発の中型輸送機を開発するためにマリオ・ピットーニ（Mario Pittoni）を責任者に任命した。1950年に初飛行を行った試作機は引き込み式降着装置を持つモノコック構造の全金属製双発単葉機であったが、主脚の短縮と重量軽減が図れるように主翼は逆ガルウィング構成となっていた。キャビンには18名の乗客か貨物が搭載できた。ブレダ社は本機を民間での旅客機/貨物機や軍用の航法練習機/多用途輸送機といった多様な用途へ提案したが、顧客の興味を引くことはできなかった。試作機はイタリア航空省の人員輸送機として運用された。

## 要目
(B.P.471)
- 乗員：2名
- 搭乗可能乗客数：18名
- 全長：17.5 m (57 ft 5 in)
- 全幅：23 m (75 ft 5 in)
- 全高：5.75 m (18 ft 10 in)
- 最大離陸重量：10,000 kg (22,046 lb)
- エンジン：2 × プラット・アンド・ホイットニー R-1830-92  空冷 星型エンジン、895 kW (1,200 hp)
- 最高速度：475 km/h (295 mph)
- 航続距離：2,000 km (1,243 mi)